# Hugo Lepe
Hugo Mario Lepe Gajardo (ur. 8 maja 1934 w Santiago de Chile, zm. 4 lipca 1991) – piłkarz chilijski grający podczas kariery na pozycji obrońcy.

## Kariera klubowa
Podczas kariery piłkarskiej Mario Lepe występował w Universidad de Chile i Santiago Morning. 
Z Universidad de Chile zdobył mistrzostwo Chile w 1959.

## Kariera reprezentacyjna
W reprezentacji Chile Lepe jedyny raz wystąpił 9 grudnia 1961 w wygranym 5–1 towarzyskim meczu z Węgrami. W 1962 roku został powołany przez selekcjonera Fernando Rierę do kadry na Mistrzostwa Świata w Chile.